# LORA (rakéta)
A LORA (Long-Range Artillery Weapon System) egy kis hatótávolságú harctéri, taktikai ballisztikus rakéta, amelyet az izraeli Israel Aerospace Industries vállalat fejleszt és gyárt. A rakéta 90 és 430 kilométerre lévő célok ellen indítható gyárilag lezárt konténerekből. A négy rakétát tartalmazó konténert bármely szabványos kereskedelmi konténert fogadni képes teherautó hordozhatja. A rakéta GPS/INS navigációs rendszert alkalmazva juttatja célba a 440 kg tömegű általános célú harcirészt 10 méteres  körkörös szórással. A rakéta elérhető 600 kg-os "bunkerromboló" harcirésszel is, azonban ebben az esetben a maximális hatótávolsága jelentősen lecsökken. A rakétarendszer 10 perc alatt tehető menetből tűzkésszé és 3 perc után már odébb is állhat az indítójármű elkerülendő az ellencsapást.

A LORA rakétarendszert eddig csak az azerbajdzsáni haderő rendszeresítette. Az azeriek "éles" körülmények között is bevetették LORA rakétáikat örmény célpontok ellen a 2020-as hegyi-karabahi háború során.

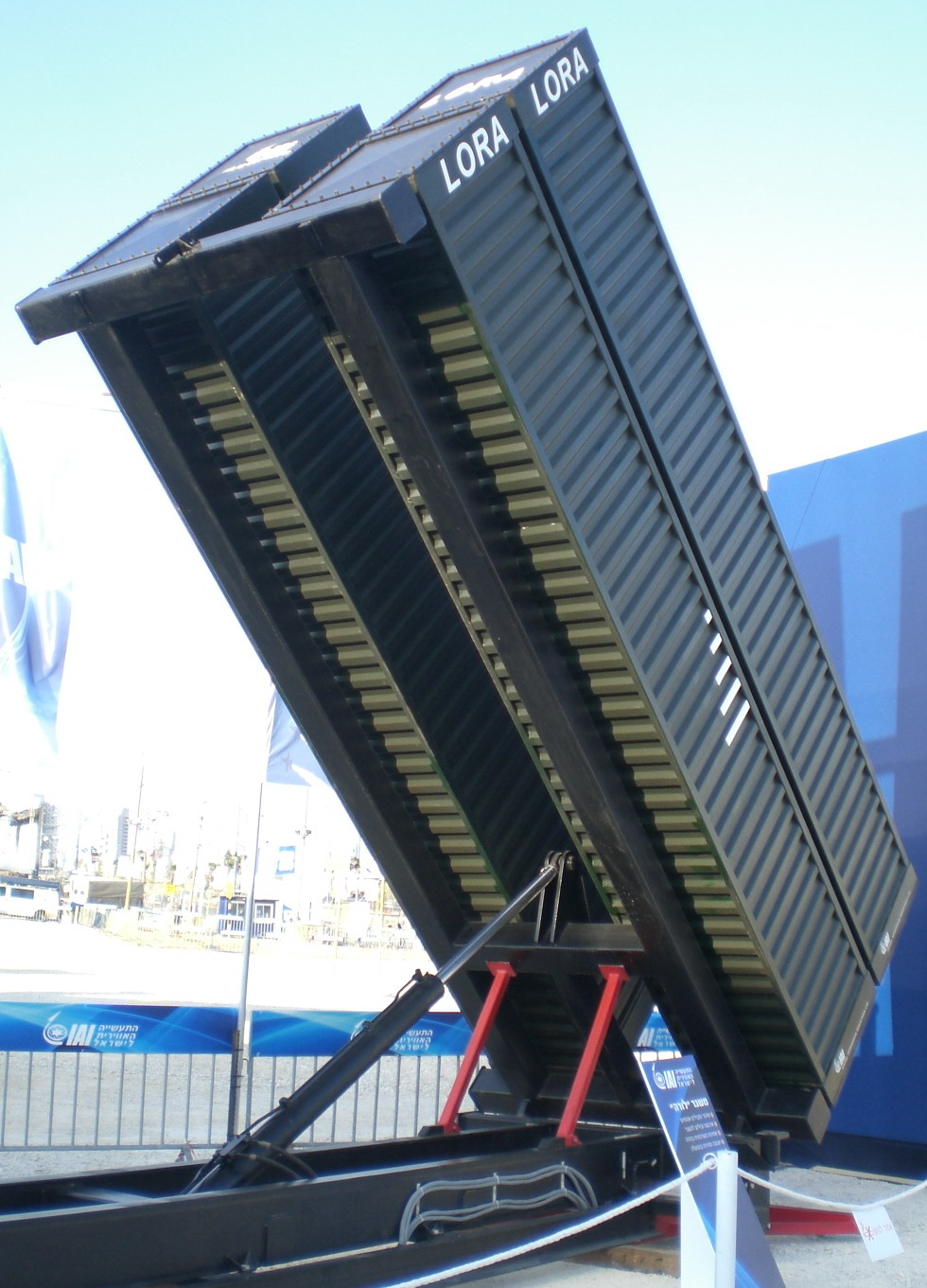
Egy LORA indítókonténer tűzkész állapotban
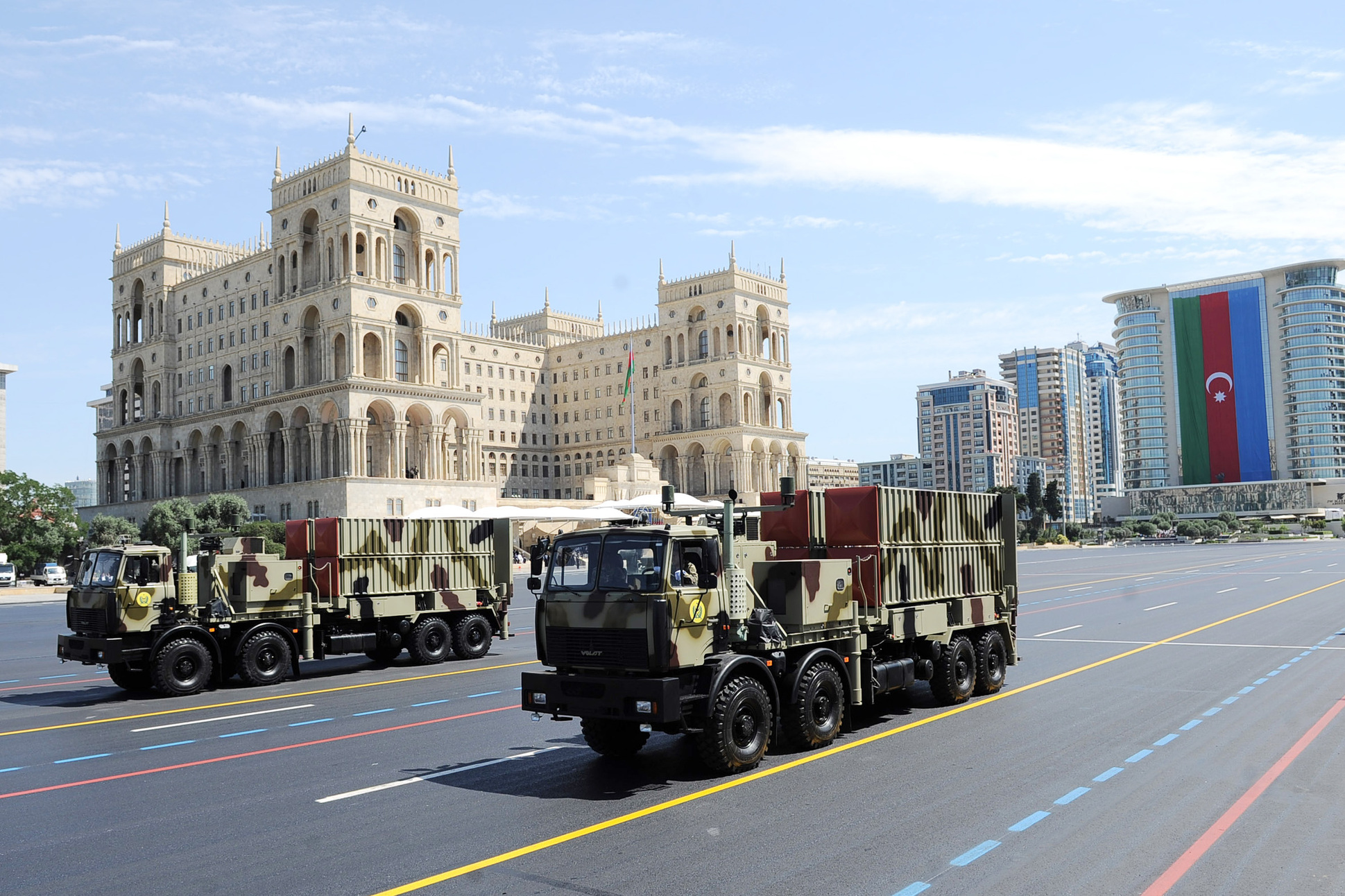
Az azerbajdzsáni haderő LORA indítói egy 2018-as katonai parádén